# Rockville (Minnesota)
Rockville es una ciudad ubicada en el condado de Stearns en el estado estadounidense de Minnesota. En el Censo de 2010 tenía una población de 2448 habitantes y una densidad poblacional de 31,32 personas por km².

## Geografía
Rockville se encuentra ubicada en las coordenadas 45°27′58″N 94°19′8″O / 45.46611, -94.31889. Según la Oficina del Censo de los Estados Unidos, Rockville tiene una superficie total de 78.15 km², de la cual 73.61 km² corresponden a tierra firme y (5.81%) 4.54 km² es agua.

## Demografía
Según el censo de 2010, había 2448 personas residiendo en Rockville. La densidad de población era de 31,32 hab./km². De los 2448 habitantes, Rockville estaba compuesto por el 91.91% blancos, el 0.29% eran afroamericanos, el 0.16% eran amerindios, el 0.25% eran asiáticos, el 0.49% eran isleños del Pacífico, el 6.13% eran de otras razas y el 0.78% pertenecían a dos o más razas. Del total de la población el 9.27% eran hispanos o latinos de cualquier raza.